# Josef Allram (Heimatdichter)

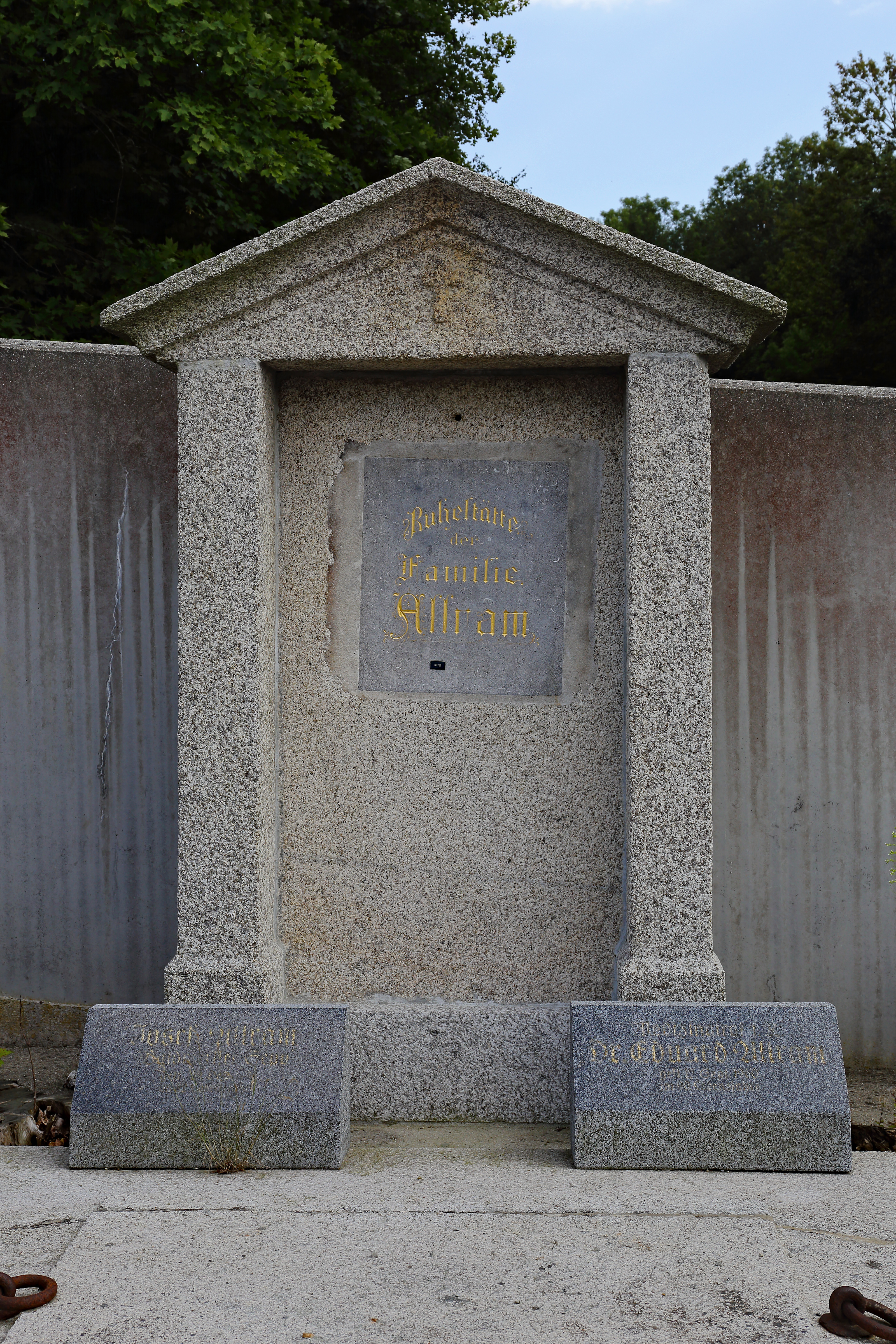
Grab Josef Allram, Friedhof Schrems

Josef Allram (* 22. Februar 1860 in Schrems, Niederösterreich; † 29. Dezember 1941 in Mödling) war ein österreichischer Heimatdichter und Lehrer. Seinen Spitznamen Waldviertler Sepp erhielt er wegen seiner Beschäftigung mit dem Waldviertel. Er schrieb Theaterstücke und Reiseberichte. Unter anderem befasste er sich mit dem Waldviertler Zauberer Gokulorum. Josef Allram förderte die Errichtung einiger Robert-Hamerling-Denkmäler.

## Leben
Josef Allram hatte schon als Schüler die Begabung, Ereignisse seiner näheren Umgebung in humorvoller Form festzuhalten. Schon damals erschienen Schwänke, Einakter und Geschichten über Vorkommnisse aus der Schule.
Nach der Absolvierung der Lehrerbildungsanstalt war Allram zuerst Lehrer und dann  Schuldirektor in Wien. Später zog er nach Mödling, wo er am 29. Dezember 1941 starb. Aber sein ganzes Leben war er eng mit dem Waldviertel verbunden, was in den Waldviertler Geschichten, seinem Führer die niederösterreichische Waldviertelbahn und seinen Jagtgeschichten durchklingt.
Seine ganze große Bewunderung galt Robert Hamerling, dem er ein Denkmal errichten ließ und eine Broschüre zur Verfügung stellte, deren Erlös dem Hamerlingdenkmalausschuss zur Verfügung.
Josef Allram blieb seiner Umgebung als Dichter in Erinnerung, der seine Heimat feinsinnig und humorvoll beschreiben konnte.

## Werke
- Philanthropin. Ernst und Humor aus dem Schul- und Lehrerleben unserer Zeit. Manz, Leipzig / Wien 1891.
- Waldviertler Geschichten, 1900.[3]
- Der zehntausendste Patient. Szenen aus dem Ambulatorium des Wiener-Tierschutz-Vereines. Gorischek, Wien 1903
- Der letzte Trieb. Huber & Lahme, Wien 1911.
- Hamerling und seine Heimat. Gedenkblätter aus dem Waldviertel. Braumüller, Wien / Leipzig 1914